# Micrathyria ocellata
Micrathyria ocellata är en trollsländeart. Micrathyria ocellata ingår i släktet Micrathyria och familjen segeltrollsländor.

## Underarter
Arten delas in i följande underarter:
- M. o. dentiens
- M. o. ocellata
- M. o. quicha